# アンソニー・ゴース
アンソニー・ロバート・ゴース（英: Anthony Robert Gose, 1990年8月10日 - ）は、 アメリカ合衆国ベルフラワー出身のプロ野球選手（投手、元外野手）。左投左打。MLBのアリゾナ・ダイヤモンドバックス傘下所属。
2021年開催の東京オリンピック 野球 銀メダリスト。

## 経歴

### プロ入り前
高校時代は中堅手としてプレーする傍ら、投手として最速97mphを計測。また、陸上の短距離走でも活躍していた。

### プロ入りとフィリーズ傘下時代
2008年のMLBドラフト2巡目（全体51位）でフィラデルフィア・フィリーズから指名され、プロ入り。
2009年には傘下のA級レイクウッド・ブルークロウズでマイナー最多の76盗塁を記録。オフにトロント・ブルージェイズからロイ・ハラデイとの交換要員の1人に指名されるが、この時はフィリーズ側が放出を拒否した。

### ブルージェイズ時代

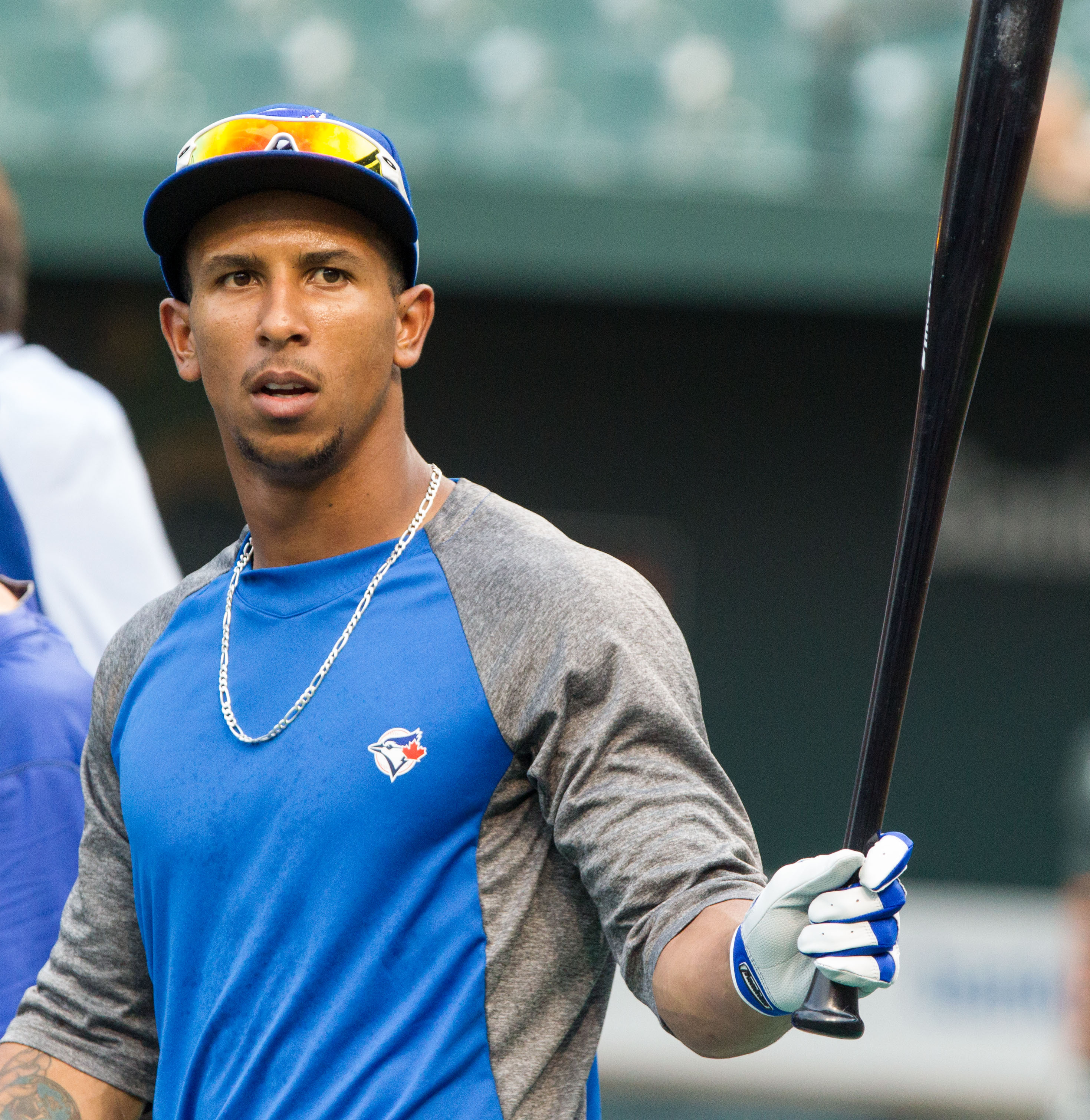
トロント・ブルージェイズ時代
(2012年8月24日)

2010年7月29日にロイ・オズワルトとのトレードで、J.A.ハップら2選手と共にヒューストン・アストロズへ移籍し、その直後にブレット・ウォレスとの若手同士の1対1のトレードが成立し、ブルージェイズへ移籍した。
2012年7月17日のニューヨーク・ヤンキース戦でメジャーデビューを果たした。昇格後はコルビー・ラスムスとの兼ね合いから、主に両翼を守ったが、送球動作が拙く強肩が生かされていないという指摘を受けた。

### タイガース時代

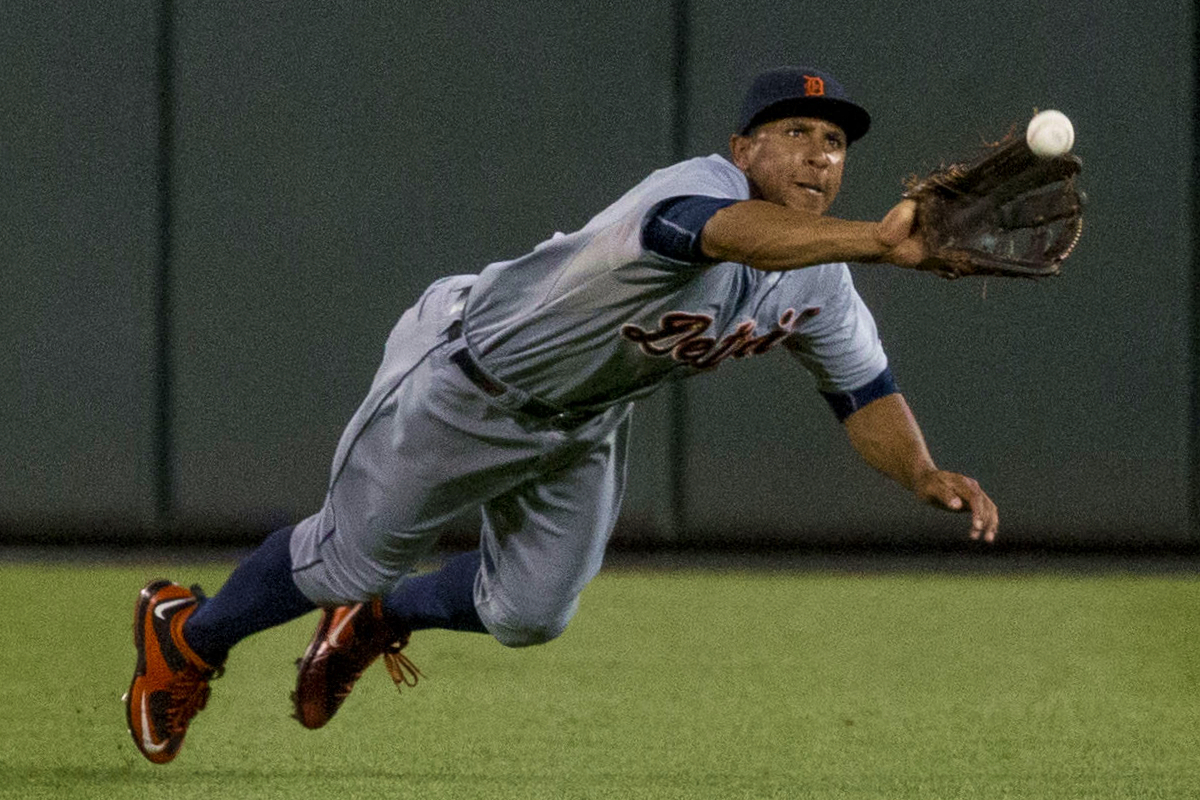
デトロイト・タイガース時代
(2015年7月31日)

2014年11月12日にデボン・トラビスとのトレードで、デトロイト・タイガースへ移籍した。
タイガースでは、移籍1年目の2015年から中堅手のレギュラーに抜擢され、140試合に出場して規定打席に到達した。打率.254・5本塁打・26打点という成績を残したほか、アメリカンリーグ9位タイとなる8本の三塁打を放った。盗塁は23個記録したが、成功率は68%だった。
2016年はキャリア最少の30試合出場に留まった。打撃も低調であり、打率.209は自己ワースト・2本塁打・7打点という成績だった。
2017年1月18日にDFAとなると、これを機に外野手から投手への転向を決意。球団もこれを了承し、シーズン開幕後も投手としての基礎を学ぶためのキャンプを続けた。5月23日にA級レイクランド・フライングタイガースに配属されると、同日の試合でプロ初登板を果たし、プロ初球で99mph（約159km/h）を計測した。オフの11月6日にFAとなった。

### レンジャーズ傘下時代
2017年12月4日にテキサス・レンジャーズとマイナー契約を結んだ。その後、12月14日に行われたルール・ファイブ・ドラフトでアストロズから指名され、移籍した。
2018年3月9日にルール・ファイブ・ドラフトの規定に基づき、レンジャーズへ返却された。この年は傘下のA+級ダウンイースト・ウッドダックスとAA級フリスコ・ラフライダーズでプレーし、2球団合計で28試合に登板して2勝0敗1セーブ、防御率5.19、24奪三振を記録した。レギュラーシーズン終了後の10月5日にFAとなった。

### インディアンス/ガーディアンズ時代
2018年12月8日にクリーブランド・インディアンスとマイナー契約を結んだ。
2019年は傘下のA+級リンチバーグ・ヒルキャッツとAA級アクロン・ラバーダックスでプレーし、2球団合計で32試合に登板して1勝4敗4セーブ、防御率2.48、35奪三振を記録した。
2021年5月23日に東京オリンピック野球アメリカ大陸予選のアメリカ合衆国代表メンバーに選出され、7月2日には東京オリンピックのアメリカ代表のメンバーに選ばれた。オリンピックでは左の中継ぎとして4試合に登板し、銀メダルを獲得した。個人でも左投手部門で大会ベストナインに選出された。9月20日にメジャー契約を結んでアクティブ・ロースター入りし、同日のカンザスシティ・ロイヤルズとのダブルヘッダー第2試合で投手としてメジャー初登板を果たした。
2022年は22試合に登板したが8月1日に左上腕三頭筋の肉離れで60日間の負傷者リスト入りすると、9月14日にはトミー・ジョン手術を受けて2023年の全休が決定した。11月に一度はFAとなるも、12月1日に2年間のマイナー契約で再契約した。
2024年シーズン終了後の10月3日にFAとなった。

### メッツ傘下時代
2024年12月20日にニューヨーク・メッツとマイナー契約を結んだ。2025年の開幕はAAA級シラキュース・メッツで迎えたが、メジャーに昇格する機会が無いまま6月16日に自由契約となった。

### ダイヤモンドバックス時代
2025年6月19日にアリゾナ・ダイヤモンドバックスと契約を結んだ。

## 投球スタイル
| 球種         | 割合 | 平均球速 | 平均球速 | 最高球速 | 最高球速 |
| 球種         | %    | mph      | km/h     | mph      | km/h     |
| フォーシーム | 64   | 92.9     | 149.5    | 97.0     | 156.1    |
| スライダー   | 33   | 84.7     | 136.3    | 86.2     | 138.7    |

## 詳細情報

### 年度別打撃成績
| 年 度    | 球 団    | 試 合 | 打 席 | 打 数 | 得 点 | 安 打 | 二 塁 打 | 三 塁 打 | 本 塁 打 | 塁 打 | 打 点 | 盗 塁 | 盗 塁 死 | 犠 打 | 犠 飛 | 四 球 | 敬 遠 | 死 球 | 三 振 | 併 殺 打 | 打 率 | 出 塁 率 | 長 打 率 | O P S |
| -------- | -------- | ----- | ----- | ----- | ----- | ----- | -------- | -------- | -------- | ----- | ----- | ----- | -------- | ----- | ----- | ----- | ----- | ----- | ----- | -------- | ----- | -------- | -------- | ----- |
| 2012     | TOR      | 56    | 189   | 166   | 25    | 37    | 7        | 3        | 1        | 53    | 11    | 15    | 3        | 4     | 0     | 17    | 0     | 2     | 59    | 1        | .223  | .303     | .319     | .622  |
| 2013     | TOR      | 52    | 153   | 147   | 15    | 38    | 6        | 5        | 2        | 60    | 12    | 4     | 3        | 1     | 0     | 5     | 0     | 0     | 37    | 5        | .259  | .283     | .408     | .691  |
| 2014     | TOR      | 94    | 274   | 239   | 31    | 54    | 8        | 1        | 2        | 70    | 13    | 15    | 5        | 4     | 1     | 25    | 0     | 5     | 74    | 9        | .226  | .311     | .367     | .688  |
| 2015     | DET      | 140   | 535   | 485   | 73    | 123   | 24       | 8        | 5        | 178   | 26    | 23    | 11       | 2     | 0     | 45    | 0     | 3     | 145   | 11       | .254  | .321     | .367     | .688  |
| 2016     | DET      | 30    | 101   | 91    | 11    | 19    | 2        | 2        | 2        | 31    | 7     | 0     | 1        | 0     | 0     | 9     | 0     | 1     | 38    | 1        | .209  | .287     | .341     | .628  |
| MLB：5年 | MLB：5年 | 372   | 1252  | 1128  | 155   | 271   | 47       | 19       | 12       | 392   | 69    | 57    | 23       | 11    | 1     | 101   | 0     | 11    | 353   | 27       | .240  | .309     | .348     | .656  |

- 2024年度シーズン終了時

### 年度別投手成績
| 年 度    | 球 団    | 登 板 | 先 発 | 完 投 | 完 封 | 無 四 球 | 勝 利 | 敗 戦 | セ 丨 ブ | ホ 丨 ル ド | 勝 率 | 打 者 | 投 球 回 | 被 安 打 | 被 本 塁 打 | 与 四 球 | 敬 遠 | 与 死 球 | 奪 三 振 | 暴 投 | ボ 丨 ク | 失 点 | 自 責 点 | 防 御 率 | W H I P |
| -------- | -------- | ----- | ----- | ----- | ----- | -------- | ----- | ----- | -------- | ----------- | ----- | ----- | -------- | -------- | ----------- | -------- | ----- | -------- | -------- | ----- | -------- | ----- | -------- | -------- | ------- |
| 2021     | CLE      | 6     | 0     | 0     | 0     | 0        | 0     | 0     | 0        | 0           | ----  | 24    | 6.2      | 2        | 0           | 2        | 0     | 0        | 9        | 0     | 0        | 1     | 1        | 1.35     | 0.60    |
| 2022     | CLE      | 22    | 0     | 0     | 0     | 0        | 3     | 0     | 0        | 0           | 1.000 | 92    | 21.0     | 15       | 4           | 14       | 1     | 1        | 28       | 2     | 0        | 13    | 11       | 4.71     | 1.38    |
| 2024     | CLE      | 3     | 0     | 0     | 0     | 0        | 0     | 0     | 0        | 0           | ----  | 22    | 4.1      | 9        | 2           | 1        | 0     | 0        | 4        | 1     | 0        | 5     | 5        | 10.38    | 2.31    |
| MLB：3年 | MLB：3年 | 31    | 0     | 0     | 0     | 0        | 3     | 0     | 0        | 0           | 1.000 | 138   | 32.0     | 26       | 6           | 17       | 1     | 1        | 41       | 3     | 0        | 19    | 17       | 4.78     | 1.34    |

- 2024年度シーズン終了時

### 表彰
国際大会
- オリンピックの野球競技・ベストナイン：1回（左投手：2021年）

### 代表歴
- 2020年東京オリンピックの野球競技・アメリカ合衆国代表
- 2024 WBSCプレミア12 アメリカ合衆国代表

### 背番号
- 43（2012年）
- 8（2013年 - 2014年）
- 12（2015年 - 2016年）
- 26（2021年 - 2022年，2024年）